# Africa Must Be Free By 1983
Africa Must Be Free By 1983 – debiutancki album studyjny Hugh Mundella, jamajskiego wykonawcy muzyki reggae.
Płyta została wydana w roku 1978 przez Message Records, wytwórnię Augustusa Pablo, który zarejestrował nagrania w czterech różnych studiach w Kingston: Black Ark Studio, Harry J Studio, Joe Gibbs Studio oraz Channel One Studio.
Album doczekał się wielu reedycji, wydawanych przez wytwórnie Greensleeves Records oraz RAS Records, także w postaci płyt CD.

## Lista utworów

### Strona A
1. "Let's All Unite"
2. "My Mind"
3. "Africa Must Be Free By 1983"
4. "Why Do Black Man Fuss & Fight"

### Strona B
1. "Book Of Life"
2. "Run Revolution A Come"
3. "Day Of Judgement"
4. "Jah Will Provide"
5. "Ital Sip"

## Muzycy
- Earl "Chinna" Smith – gitara
- Geoffrey Chung – gitara rytmiczna
- Clayton Downie – gitara rytmiczna
- Robbie Shakespeare – gitara basowa
- Leroy Sibbles – gitara basowa
- Jacob Miller – perkusja
- Carlton "Santa" Davis – perkusja
- Leroy "Horsemouth" Wallace – perkusja
- Basil "Benbow" Creary – perkusja
- Augustus Pablo – fortepian, organy